# 托木河 (结雅河支流)
托木河（明代稱脫木河、清代稱托摩河，羅馬化：Tom'）是俄羅斯的河流，由阿穆爾州負責管轄，屬於結雅河的左支流，河道全長433公里，流域面積16,700平方公里，河水主要來自雨水，每年十月至翌年五月結冰。